# Janete Costa
Janete Costa (Garanhuns, 3 de junio de 1932 - Olinda, 28 de noviembre de 2008), fue una arquitecta brasileña, diseñadora y curadora de exposiciones de arte popular.

## Primeros años
Janete Costa nació en la ciudad de Garanhus, en Pernambuco, hija de Francisco Ferreira da Costa, superintendente de la usina termoeléctrica, y de Carmen Viana da Costa, profesora. Fue la mayor de tres hermanos: Maria Dirce Ferreira da Costa y Geraldo Ferreira da Costa.
En 1952 se mudó a Recife donde inició los estudios del Curso de arquitectura en la Escuela de Bellas Artes de Pernambuco. En 1954 se casó con el arquitecto Maurício Leitão Santos. En 1956, después del nacimiento de su primera hija Cláudia Roberta, se mudaron a la ciudad de Niteroi. Allí continuó sus estudios en la Facultad de Arquitectura en la Universidad de Río de Janeiro, pero tuvo que interrumpirlos por el nacimiento de sus hijos, Lúcia Roberta, 1958, y Mário Santos, 1960. Finalmente se graduó en 1961.
En 1969 se casó con el arquitecto Acácio Gil Borsói con quien tuvo su cuarta hija, Carmen Roberta Borsói.

## Trayectoria

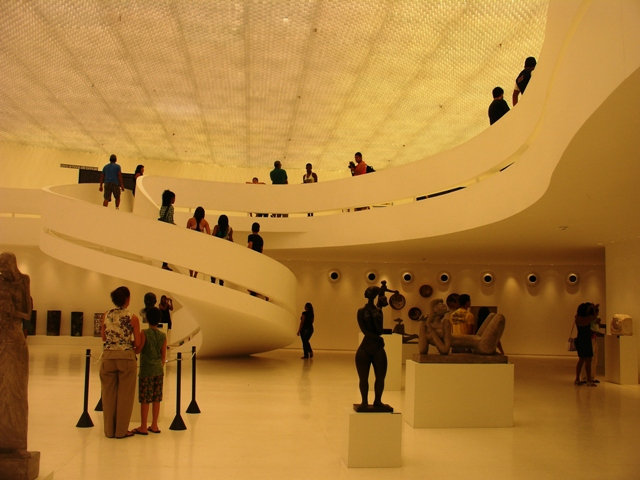
Galeria Janete Costa. Parque Dona Lindú, Recife, Brasil. 2011.

Junto a su segundo marido tuvo el estudio Borsoi Arquitetura, en  Recife, además de una sucursal en Río de Janeiro y otra en São Paulo.
Como arquitecta de interiores, trabajó en proyectos como bibliotecas, cines y auditorios, clubes, edificios públicos, oficinas, galerías, edificios comerciales y residenciales, tiendas, museos, salones, restaurantes y teatros. También proyectó edificios públicos, palacios de gobierno, salas de aeropuertos. Hizo más de 3.000 proyectos a través de medio siglo de actividad. Toda la experiencia adquirida en la realización de 2.000 residencias la llevó en los últimos años hacia el diseño de hoteles. Siendo uno de los más importantes el Hotel Pergamon, en la ciudad de São Paulo.
A través de la curaduría y montaje de exposiciones, en Brasil y en el exterior se dedicó a divulgar el arte popular, los artistas y artesanos brasileños. Entre las exposiciones organizadas por ella podemos citar: El arte de lo Casual y La Artesanía como Camino, Río de Janeiro y Sao Paulo, 1981; Artesanía como un camino, Fiesp / Ciesp, São Paulo, 1985; Viva el pueblo brasileño, Museo de Arte Moderno de Río de Janeiro - MAM, Río de Janeiro, 1992; Arte popular brasileño, Riocult, Río de Janeiro, 1995; Pernambuco - Arte Popular y Artesanía, Rio Design Barra, Río de Janeiro, 2001; Arte Popular Brasileño y Arte Popular de los Estados, Carreu du Temple, París, 2005; Que Chita Bacana, Sesc Belenzinho, São Paulo, 2005; - Somos la Creación Popular Brasileña, Santander Cultural, Porto Alegre, 2006; Del Tamaño de Brasil, Sesc Avenida Paulista, São Paulo, 2007; Una vida en el Museo del Estado de Pernambuco, 2007.

## Premios

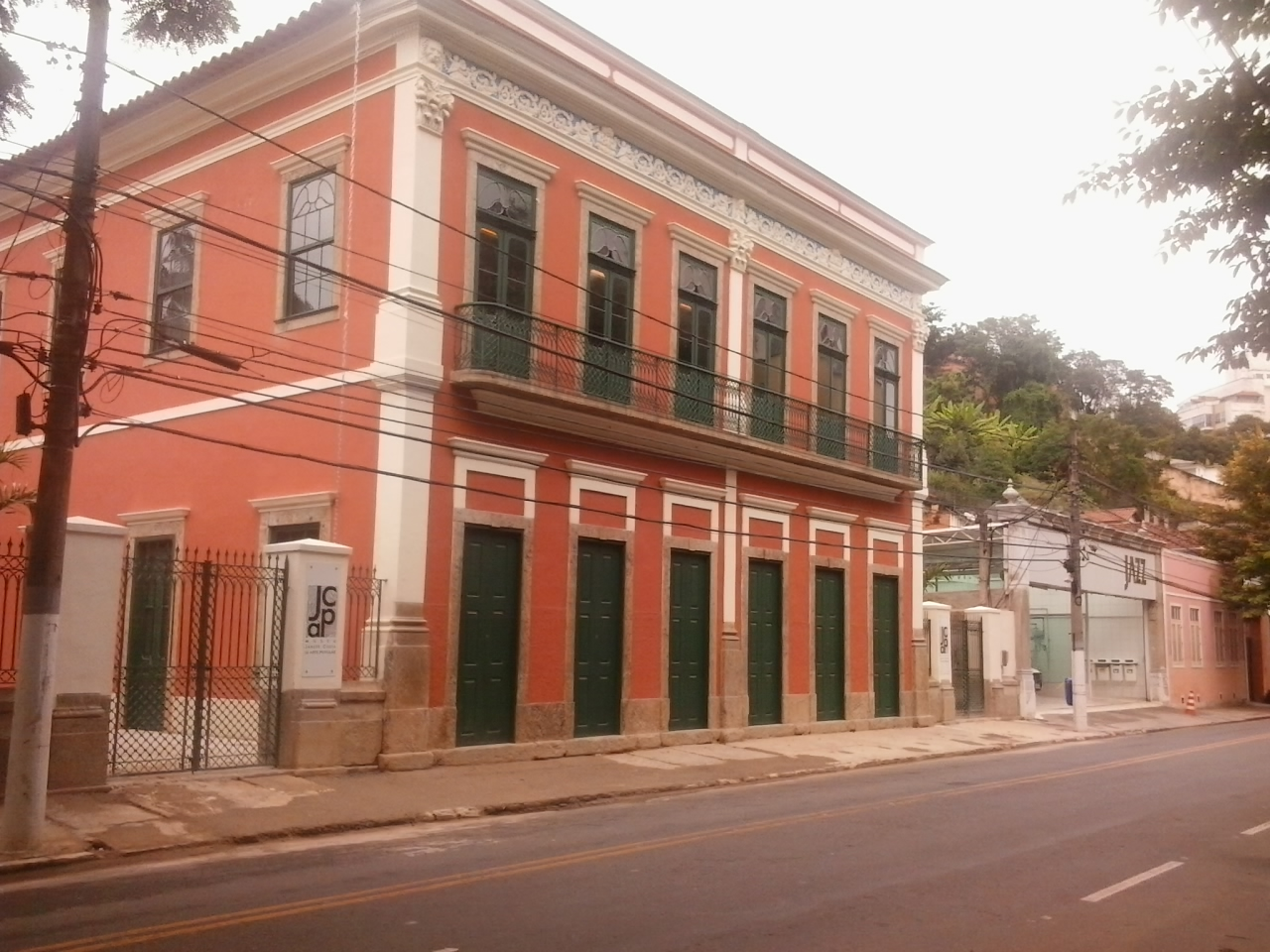
Museo de Arte Popular Janete Costa, São Domingos, Niterói, Río de Janeiro, Brasil.

Costa falleció el 28 de noviembre de 2008 a los 76 años edad en la ciudad de Olinda. En su honor, el Ayuntamiento de Niterói abrió en 2012 el Museo Janete Costa de Arte Popular, en una antigua casa de 1862. La renovación de la propiedad y la restauración de la fachada estuvo a cargo de su hijo Mario Costa Santos. 
Recibió múltiples reconocimientos en su vida como la Medalla de la orden del Mérito Guararapes del Estado de Pernambuco (2006), la Medalla João Ribeiro concedida por la Academia Brasileira de Letras (2006) y el premio “Mulheres mas influentes do Brasil”, en la categoría de Arquitectura y Decoración (2007).